# 10.ª Divisão de Infantaria (Alemanha)
A 10ª Divisão de Infantaria foi uma divisão da Alemanha que lutou na Segunda Guerra Mundial, sendo logo no início do conflito reformado como uma divisão motorizada. Se tornou uma unidade motorizada no dia 15 de novembro de 1940. Foi redesignada como 10. Panzergrenadier-Division no dia 13 de junho de 1943, lutando na Frente Oriental e se rendendo para as tropas soviéticas ao final da Segunda Guerra Mundial.

## Comandantes
| Comandante                                  | Data                                           |
| 10ª Divisão de Infantaria                   | 10ª Divisão de Infantaria                      |
| ------------------------------------------- | ---------------------------------------------- |
| Generalleutnant Alfred Waeger               | 15 de outubro de 1935 - 1 de março de 1938     |
| Generalleutnant Conrad von Cochenhausen     | 1 de março de 1938- 5 de outubro de 1940       |
| Generalleutnant Friedrich-Wilhelm von Löper | 5 de outubro de 1940 - 15 de novembro de 1940  |
| 10ª Divisão de Infantaria Motorizada        |                                                |
| Generalleutnant Friedrich-Wilhelm Löper     | 15 de novembro de 1940 - 15 de abril de 1942   |
| Generalleutnant August Schmidt              | 15 de abril de 1942 - 13 de junho de 1943      |
| 10. Panzergrenadier-Division                |                                                |
| Generalleutnant August Schmidt              | 13 de junho de 1943 - 2 de outubro de 1943     |
| Generalleutnant Hans Mikosch                | 2 de outubro de 1943 - 23 de dezembro de 1943  |
| Generalleutnant August Schmidt              | 23 de dezembro de 1943 - ? de setembro de 1944 |
| Generalmajor Walter Herold                  | ? de setembro de 1944 - 28 de novembro de 1944 |
| Oberst Alexander Vial                       | 28 de novembro de 1944 - ? de janeiro de 1945  |
| Generalmajor Karl-Richard Koßmann           | ? de janeiro de 1945 - 8 de maio de 1945       |

## Oficiais de operações
| Oberstleutnant Anton Glasl | 12 de outubro de 1937 - 1 de dezembro de 1939) |
| Major Egon Woite           | 5 de fevereiro de 1940 - 10 de julho de 1940)  |
| Major Carl Wagener         | 10 de julho de 1940 - 15 de novembro de 1940)  |

## Área de operações
| Polônia                        | setembro de 1939 - maio de 1940    |
| França                         | maio de 1940 - novembro de 1940    |
| França                         | novembro de 1940 - abril de 1941   |
| Bálcãs                         | abril de 1941 - junho de 1941      |
| Frente Oriental, setor central | junho de 1941 - junho de 1943      |
| Frente Oriental, setor central | junho de 1943 - agosto de 1943     |
| Frente Oriental, setor sul     | agosto de 1943 - agosto de 1944    |
| Recuando para reorganizar      | agosto de 1944 - novembro de 1944  |
| Frente Oriental, setor central | novembro de 1944 - janeiro de 1945 |
| Silésia & Checoslováquia       | janeiro de 1945 - maio de 1945     |

## Linhagem
- Wehrgauleitung Regensburg
- Kommandant von Regensburg
- 10ª Divisão de Infantaria

## História
A 10ª Divisão de Infantaria (em alemão: 10 Infanterie Division) foi criada em outubro de 1934 em Ratisbona. Primeiramente era conhecida como Wehrgauleitung Ratisbona. Pouco tempo depois de a unidade ter sido criada, foi dado o nome Kommandant von Regensburg.
As unidades regimentais desta divisão foram formados pela expansão da 20. (Bayerisches) Regimento de Infantaria da 7ª Divisão da Reichswehr.
Com o anúncio da criação da Wehrmacht em 15 de outubro de 1935, a nome Kommandant von Regensburg foi abandonada e ficou oficialmente conhecida como sendo 10ª Divisão de Infantaria.
A 10ª Divisão de Infantaria participou na ocupação da Áustria, em 12 de março de 1938. Em seguida participou das campanhas na Polônia e na França.
Em 15 de novembro de 1940, a Divisão começou a conversão para o 10ª Divisão de Infantaria (mot.), que foi concluída em 1 de maio de 1941.

## Organização

### 1939
- Regimento de Infantaria 20
- Regimento de Infantaria 41
- Regimento de Infantaria 85
- Regimento de Artilharia 10
- I./Regimento de Artilharia 46
- 10ª divisão de apoio a unidades